# 엔비디아 GTC
엔비디아 GTC(Nvidia GTC, GPU 테크놀로지 컨퍼런스)는 개발자, 엔지니어, 연구원, 발명가, IT 전문가를 한자리에 모으는 인공지능(AI) 개발자를 위한 국제 컨퍼런스이다. 주요 주제는 AI, 컴퓨터 그래픽스, 데이터 사이언스, 기계 학습 및 자율 머신이다. 각 컨퍼런스는 엔비디아 CEO이자 창립자인 젠슨 황의 기조 연설로 시작되며, 이어서 전 세계 전문가들과의 다양한 세션 및 강연이 이어진다.
이 컨퍼런스는 2009년 캘리포니아 산호세에서 GPU를 통해 컴퓨팅 문제를 해결할 수 있는 잠재력에 처음 초점을 맞춰 시작되었다. 최근 몇 년 동안 컨퍼런스는 인공지능의 응용 및 딥 러닝의 다양한 응용 분야로 초점을 옮겼는데, 여기에는 자율주행차, 의료, 고성능 컴퓨팅, 전문 시각화 및 엔비디아 딥 러닝 연구소(DLI) 교육이 포함된다.

## 역사
첫 GTC는 2009년 9월 30일부터 10월 2일까지 페어몬트 산호세 호텔에서 열렸으며 약 1,500명의 참석자를 끌어모았다. 첫 GTC는 매우 인기가 많아 예상보다 "수백 명 더 많은 사람"을 수용하게 되었고, 엔비디아는 컨퍼런스 2주 전에 "등록을 중단"할 수밖에 없었다. 뉴욕 타임스는 나중에 첫 GTC의 분위기를 학계 사람들이 포스터에 자신의 연구를 발표하는 사이언스 페어와 같았다고 묘사했다.
GTC 2009 이후 엔비디아는 훨씬 더 큰 산호세 컨벤션 센터를 GTC의 주요 장소로 사용해왔다. 엔비디아와 함께 GTC의 규모와 명성은 AI 붐 기간 동안 크게 증가했다.
엔비디아에 따르면, 젠슨 황은 각 GTC 전에 약 두 달 전부터 기조 연설을 계획하여 어떤 발표를 할지, 무대에서 무엇을 발표하거나 시연할지 결정한다. 그러나 황은 무대에서 "즉흥적으로" 말하며, 대본을 사용하지 않고 사전에 리허설도 하지 않는다.
GTC 2018에는 8,400명 이상의 참석자가 모였다. 2020년 코로나 팬데믹으로 인해 GTC 2020은 디지털 이벤트로 전환되었으며 약 59,000명의 등록자를 모았다. 2021년 4월 12일 유튜브에서 스트리밍된 GTC 2021 기조 연설에는 엔비디아 옴니버스 실시간 렌더링 플랫폼을 사용하여 CGI로 제작된 부분이 포함되었다. CEO 젠슨 황의 모델을 포함한 이벤트의 사실적인 표현으로 인해 언론 매체들은 8월 11일 블로그 게시물에서 나중에 밝혀질 때까지 기조 연설의 일부가 CGI라는 것을 구별하지 못했다고 보도했다.
GTC 2025에는 약 25,000명의 참석자가 산호세를 찾았다. 수요를 감당하기 위해 젠슨 황은 약 17,000명을 수용할 수 있는 하키 경기장인 SAP 센터에서 기조 연설을 했다. 이때까지 GTC와 주최 회사인 엔비디아는 그래픽에서 인공지능으로 초점을 크게 전환하여 황 스스로 GTC를 "AI의 슈퍼볼"이라고 불렀다. 엔비디아는 산호세 다운타운을 "네온 그린과 블랙 색상"으로 감쌌다. 산호세 호텔 객실 수요는 밤에 최대 2,500달러까지 치솟았다. GTC가 프로그래머 중심의 개발자 컨퍼런스에서 네트워킹 및 AI 거래 협상을 위한 임원 중심의 비즈니스 컨퍼런스로 진화했음을 보여주는 한 가지 징후는 비즈니스 회의를 위해 마련된 인근 건물에 들어가는 데만 35분이 걸렸다는 점이다. 산호세 컨벤션 센터 내부에는 어디든 긴 줄이 있었는데, 이는 GTC가 센터에 비해 너무 커지고 있을 수 있음을 의미한다. 엔비디아와의 공동 프로모션으로 데니스는 젠슨 황의 3월 18일 기조 연설 전에 SAP 센터 외부에 모바일 식당을 주차하고 무료 음식 샘플을 나눠주며 엔비디아가 데니스 식당 부스에서 설립되었다는 사실을 축하했다. 3월 18일 엔비디아는 젠슨 황이 대만 야시장을 좋아한다는 사실에 영감을 받은 야시장도 개최했다. 따라서 3월 18일, 열정적인 참석자들은 완전한 GTC 경험을 위해 힘든 12시간의 이벤트 일정을 견뎌야 했다.
| 연도 | 날짜                       | 장소                                  | 주요 연사 | 발표 내용 |
| ---- | -------------------------- | ------------------------------------- | --- | --- |
| 2009 | 9월 30일–10월 2일          | 캘리포니아 산호세                     | 젠슨 황; 리처드 케리스; 존 페디; Hanspeter Pfister, 하버드 대학교                                                              | 페르미 마이크로아키텍처; 아마도 최초의 3D 기조 연설; 이중 정밀 n-체 시뮬레이션 데모                                                               |
| 2010 | 9월 20일–23일              | 산호세 컨벤션 센터, 캘리포니아 산호세 | 젠슨 황; 세바스찬 스런, 스탠포드 대학교 로봇공학 및 구글 엔지니어; Klaus Schulten, 어바나-샴페인 일리노이 대학교 전산 생물학자 | DX11 테셀레이션; 3DSMax의 Iray; CUDA x86; Matlab CUDA 가속 병렬 컴퓨팅 툴박스; 맥스웰을 통한 CUDA 로드맵 공개; 비디오 게임용 Quadro 그래픽 카드   |
| 2011 | 12월 14일–15일             | 중국                                  | 젠슨 황 | CUDA |
| 2012 | 5월 14일–17일              | 산호세                                | 젠슨 황; Iain Couzins (인간 두뇌 및 군중 행동), Part Time Scientists Robert Boehme 및 Wes Faler (우주)                         | 케플러 마이크로아키텍처; GeForce Grid (지포스 나우)                                                                                               |
| 2013 | 3월 18일–21일              | 산호세                                | 젠슨 황; Erez Lieberman Aiden (유전체학 선구자), Ralph V. Gilles (크라이슬러 SRT 브랜드 사장 및 CEO)                           | 얼굴 애니메이션용 Face Works |
| 2014 | 3월 25일                   | 산호세                                | 젠슨 황; Dirk Van Gelder; Danny Nahmias, Adam Gazzaley; Oculus CEO 브랜든 (페이스북 인수 발표)                                 | NVLink; 파스칼 마이크로아키텍처; Tegra mobile; 아우디 자율 주행 시연                                                                              |
| 2015 | 3월 17일–20일              | 산호세                                | 젠슨 황; 일론 머스크; Jeff Dean; Andrew Ng; Andrej Karpathy (테슬라 AI/컴퓨터 비전 디렉터)                                     | 엔비디아 드라이브; Titan X; 음성 인식 |
| 2016 | 4월 4일–8일; 9월 28일–29일 | 산호세; 암스테르담                    | 젠슨 황 | 파스칼 마이크로아키텍처 새 버전; DGX-1; 엔비디아 드라이브 PX2; iRay; DGX-2                                                                        |
| 2017 | 5월 8일–11일               | 산호세; 유럽; 이스라엘; 일본          | 젠슨 황 | 볼타 슈퍼컴퓨터; ISAAC 로봇 시뮬레이터 |
| 2018 | 3월 26일–29일              | 산호세; 유럽; 이스라엘; 일본          | 젠슨 황 | 의료 및 생의학 연구용 Clara; IoT를 위한 ARM 파트너십 발표; RAPIDS 데모                                                                            |
| 2019 | 3월 17일–21일              | 산호세; 유럽; 이스라엘; 일본          | 젠슨 황 | 애니메이션용 GauGAN; Orin auto AI 프로세서; 도요타와의 자율 주행차 파트너십; PayPal, SAS, Walmart, Microsoft에서 채택한 CUDA-X AI 가속 라이브러리 |
| 2020 | 10월 5일–9일               | 디지털                                | 젠슨 황 | 생의학 연구용 AI 슈퍼컴퓨터; 시각 컴퓨팅용 Ampere GPU; A100; Edge 및 Cloud용 인공지능; ISAAC 데모                                                 |
| 2021 | 4월 12일–16일              | 디지털                                | 젠슨 황; 제프리 힌턴; 얀 르쿤; 요슈아 벤지오                                                                                   | 그레이스; BMW 가상 공장; Omniverse Enterprise; 양자 회로 시뮬레이션용 SDK; DGX SuperPOD; 엔디비아 블루필드 3 DPU                                  |
| 2022 | 3월 21일–24일              | 디지털                                | 젠슨 황; Andrew Ng, Dale Durran, Doruk Sonmez                                                                                  | 호퍼 아키텍처, H100 GPU, Jetson AGX Orin |
| 2022 | 9월 19일–22일              | 디지털                                | 젠슨 황 | TBA |
| 2023 | 3월 20일–23일              | 디지털                                | 젠슨 황 | TBA |
| 2024 | 3월 18일–21일              | 산호세                                | 젠슨 황 | 블랙웰 아키텍처 |
| 2025 | 3월 17일–21일              | 산호세                                | 젠슨 황 | NVIDIA Isaac GR00T N1 NVIDIA / 제너럴 모터스 파트너십                                                                                             |